# Johann David Räntz
Johann David Räntz (getauft am 18. September 1729 in Bayreuth; † 1783 in Berlin) war ein deutscher Bildhauer des Rokoko.
Johann David Räntz war der ältere Sohn des Bayreuther Bildhauers Johann Gabriel Räntz (1697–1776) und Enkel des Bildhauers Elias Räntz. Zur Unterscheidung von seinem Onkel, dem Baumeister Johann David Räntz dem Älteren (1690–1735), wurde er auch Johann David Räntz der Jüngere genannt. Sein jüngerer Bruder war der Bildhauer Johann Lorenz Wilhelm Räntz, mit dem er seinen Lebensweg teilte und die meisten Werke gemeinsam schuf (siehe Werke von Johann Lorenz Wilhelm Räntz).